# Comuna Crăciunești, Mureș
Crăciunești (în maghiară Nyárádkarácson) este o comună în județul Mureș, Transilvania, România, formată din satele Budiu Mic, Ciba, Cinta, Cornești, Crăciunești (reședința), Foi, Nicolești și Tirimioara.

## Demografie
Componența etnică a comunei Crăciunești
     Maghiari (64,36%)
     Romi (20,75%)
     Români (5,12%)
     Alte etnii (0%)
     Necunoscută (9,77%)
Componența confesională a comunei Crăciunești
     Reformați (51,11%)
     Adventiști (21,16%)
     Ortodocși (4,86%)
     Fără religie (3,67%)
     Romano-catolici (3,04%)
     Martori ai lui Iehova (1,94%)
     Alte religii (3,6%)
     Necunoscută (10,63%)
Conform recensământului efectuat în 2021, populația comunei Crăciunești se ridică la 4.338 de locuitori, în scădere față de recensământul anterior din 2011, când fuseseră înregistrați 4.470 de locuitori. Majoritatea locuitorilor sunt maghiari (64,36%), cu minorități de romi (20,75%) și români (5,12%), iar pentru 9,77% nu se cunoaște apartenența etnică. Din punct de vedere confesional, majoritatea locuitorilor sunt reformați (51,11%), cu minorități de adventiști (21,16%), ortodocși (4,86%), fără religie (3,67%), romano-catolici (3,04%), martori ai lui Iehova (1,94%) și altele (1,24%), iar pentru 10,63% nu se cunoaște apartenența confesională.

## Politică și administrație
Comuna Crăciunești este administrată de un primar și un consiliu local compus din 13 consilieri. Primarul, Károly-Gyula Bodó[*], de la Uniunea Democrată Maghiară din România, este în funcție din octombrie 2020. Începând cu alegerile locale din 2024, consiliul local are următoarea componență pe partide politice:
|  | Partid                                        | Consilieri | Componența Consiliului | Componența Consiliului | Componența Consiliului | Componența Consiliului | Componența Consiliului | Componența Consiliului | Componența Consiliului | Componența Consiliului | Componența Consiliului |
|  | --------------------------------------------- | ---------- | ---------------------- | ---------------------- | ---------------------- | ---------------------- | ---------------------- | ---------------------- | ---------------------- | ---------------------- | ---------------------- |
|  | Uniunea Democrată Maghiară din România        | 9          |                        |                        |                        |                        |                        |                        |                        |                        |                        |
|  | Mișcarea pentru Comună - Mozgalom a Kőzségért | 3          |                        |                        |                        |                        |                        |                        |                        |                        |                        |
|  | Nagy Laszló                                   | 1          |                        |                        |                        |                        |                        |                        |                        |                        |                        |

## Personalități
- Nicolae Porav (1886 - 1933), deputat în Marea Adunare Națională de la Alba Iulia 1918

## Vezi și
- Biserica reformată din Cinta
- Biserica reformată din Budiu Mic
- Biserica reformată din Cornești
- Biserica reformată din Nicolești
- Biserica de lemn din Nicolești
- Biserica reformată din Crăciunești
- Biserica de lemn din Crăciunești

## Imagini

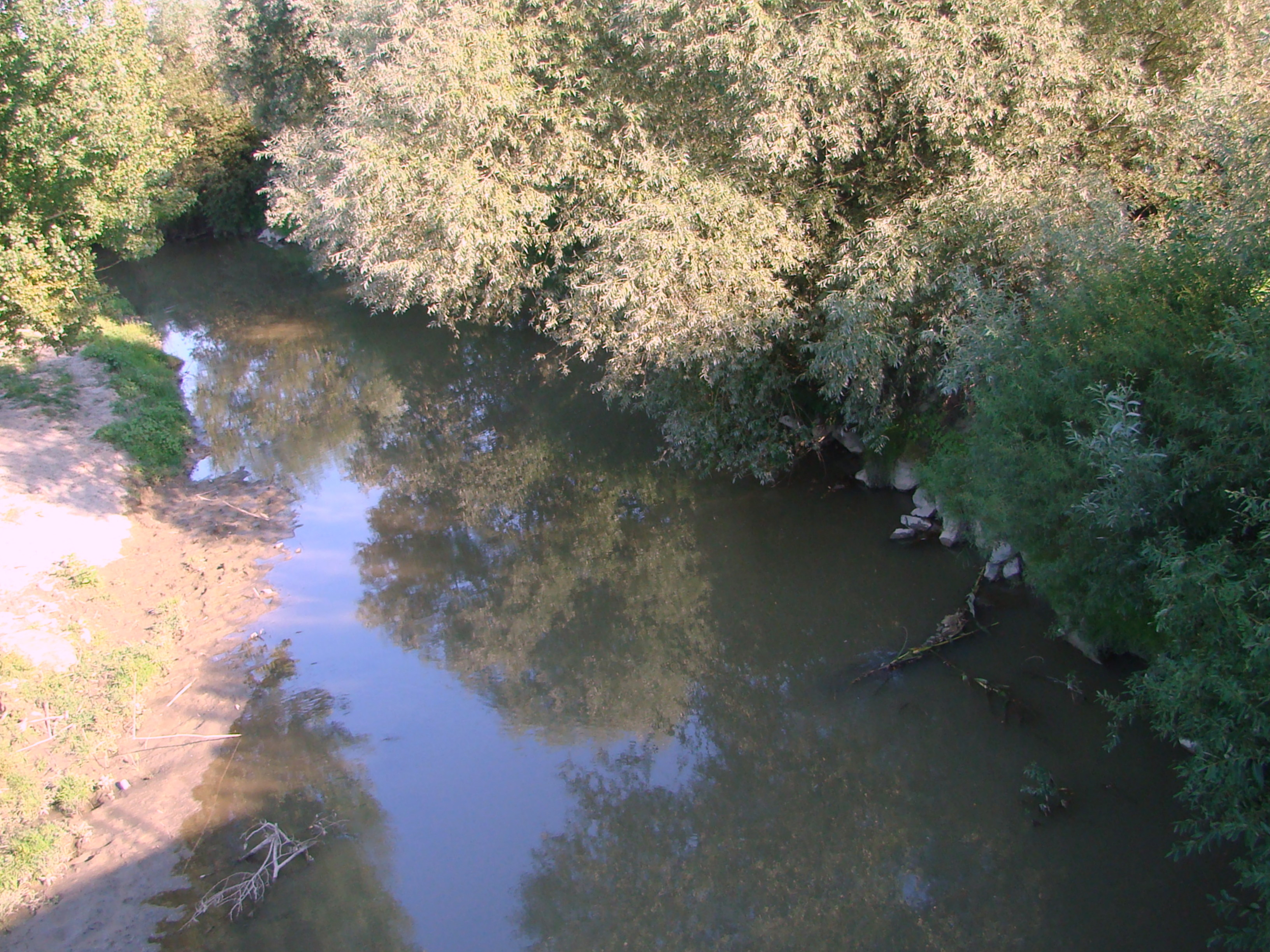
Râul Niraj la Crăciunești
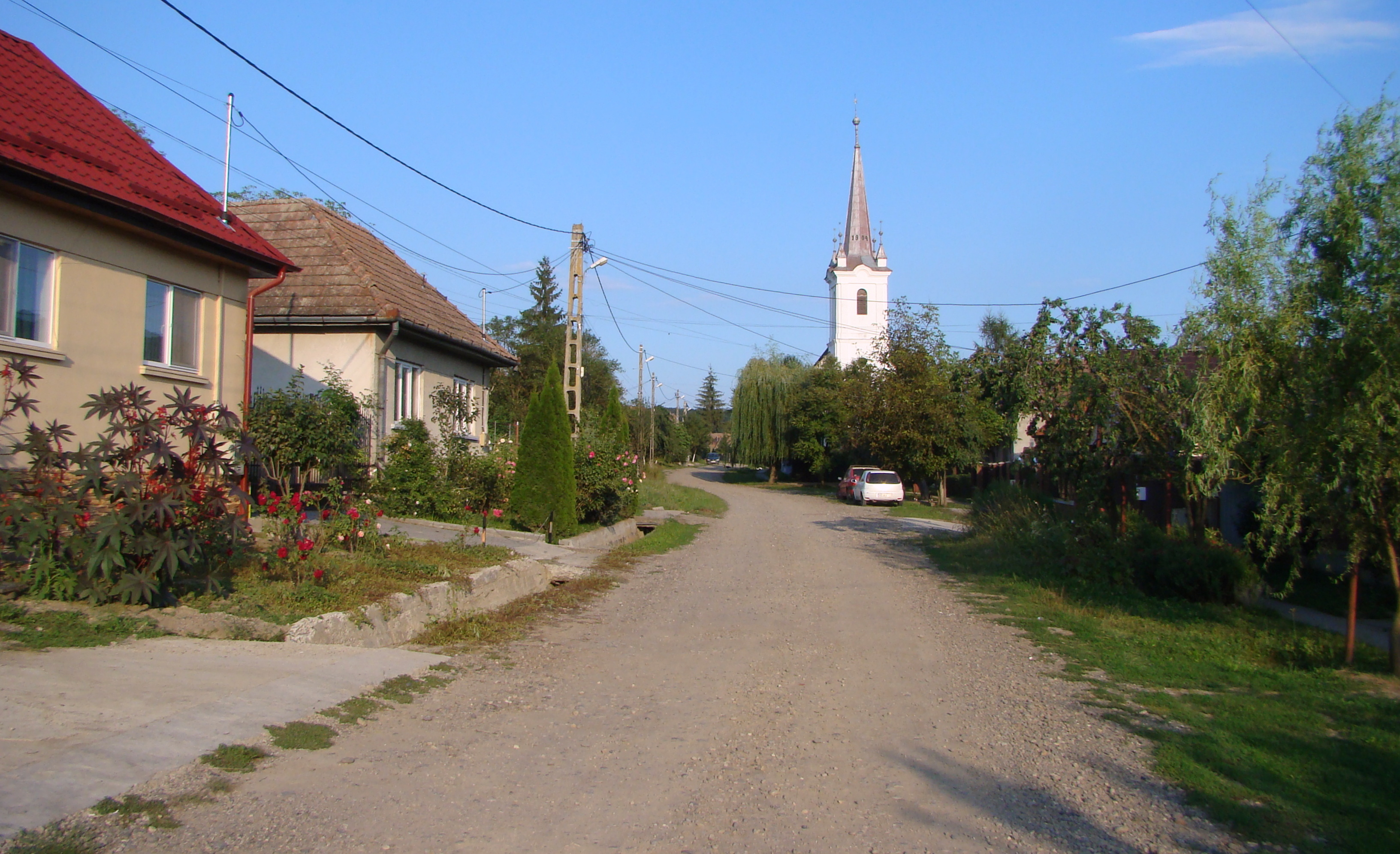
Budiu Mic
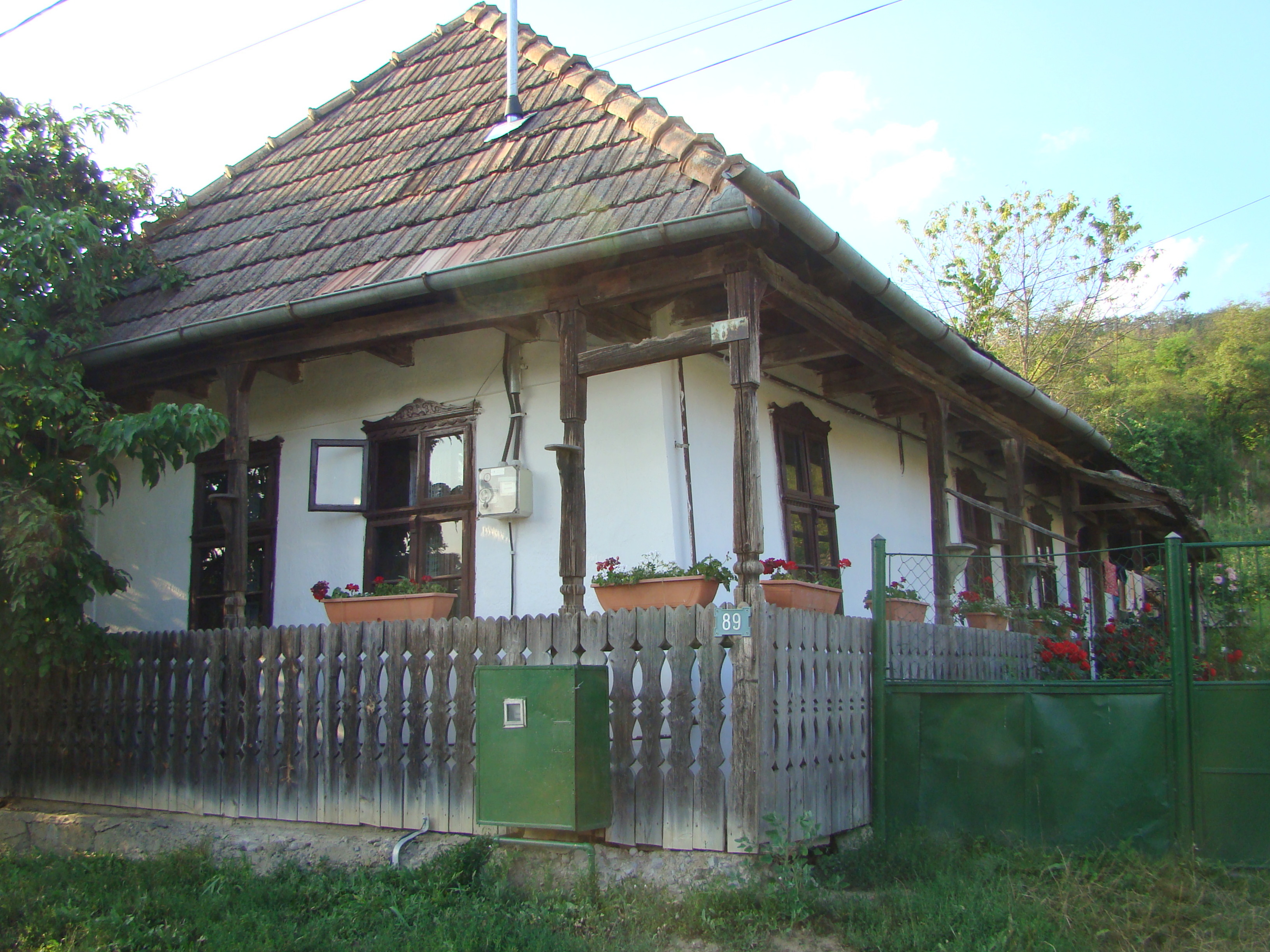
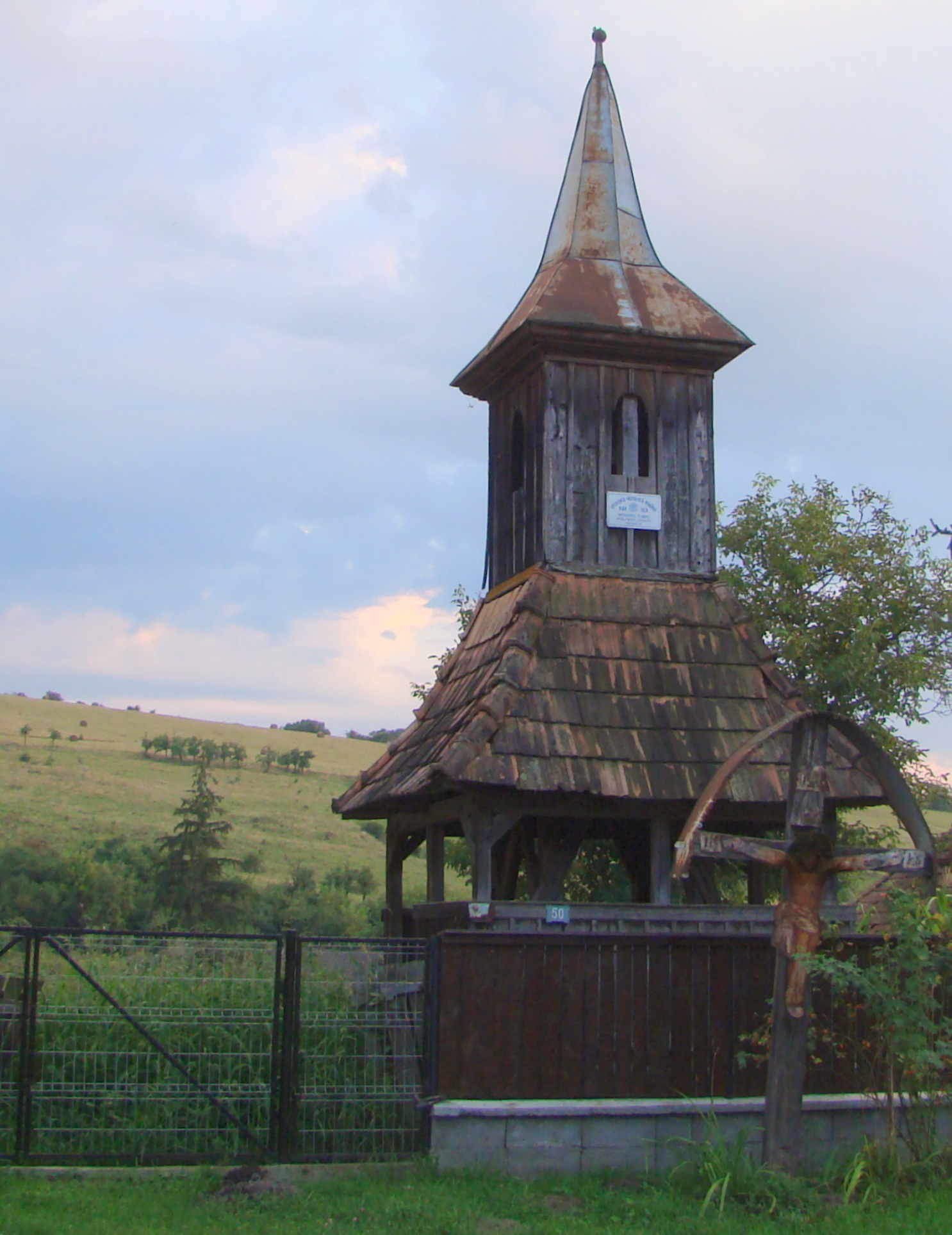
Clopotnița de lemn ortodoxă
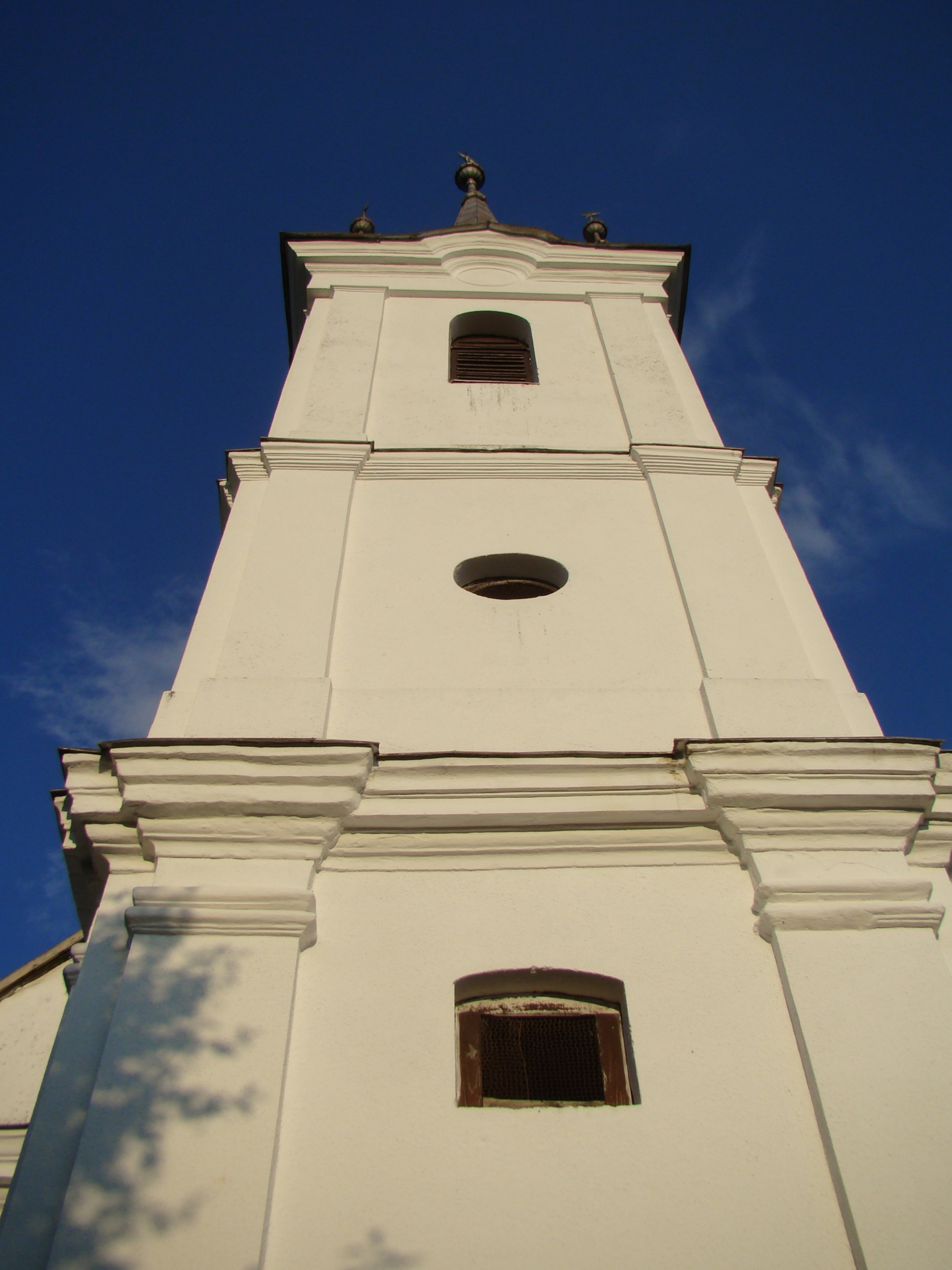
Turnul bisericii reformate
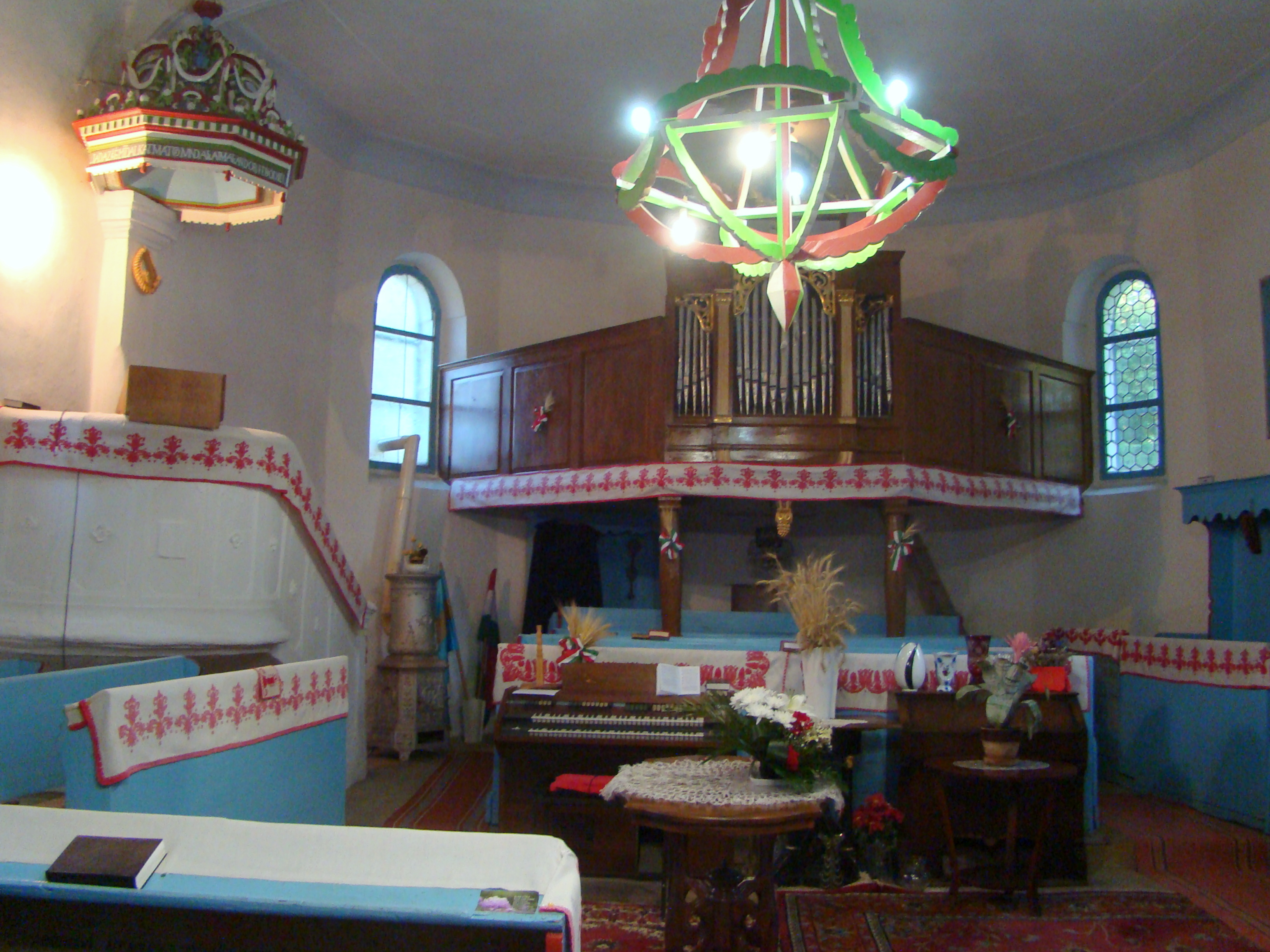
Interiorul bisericii reformate
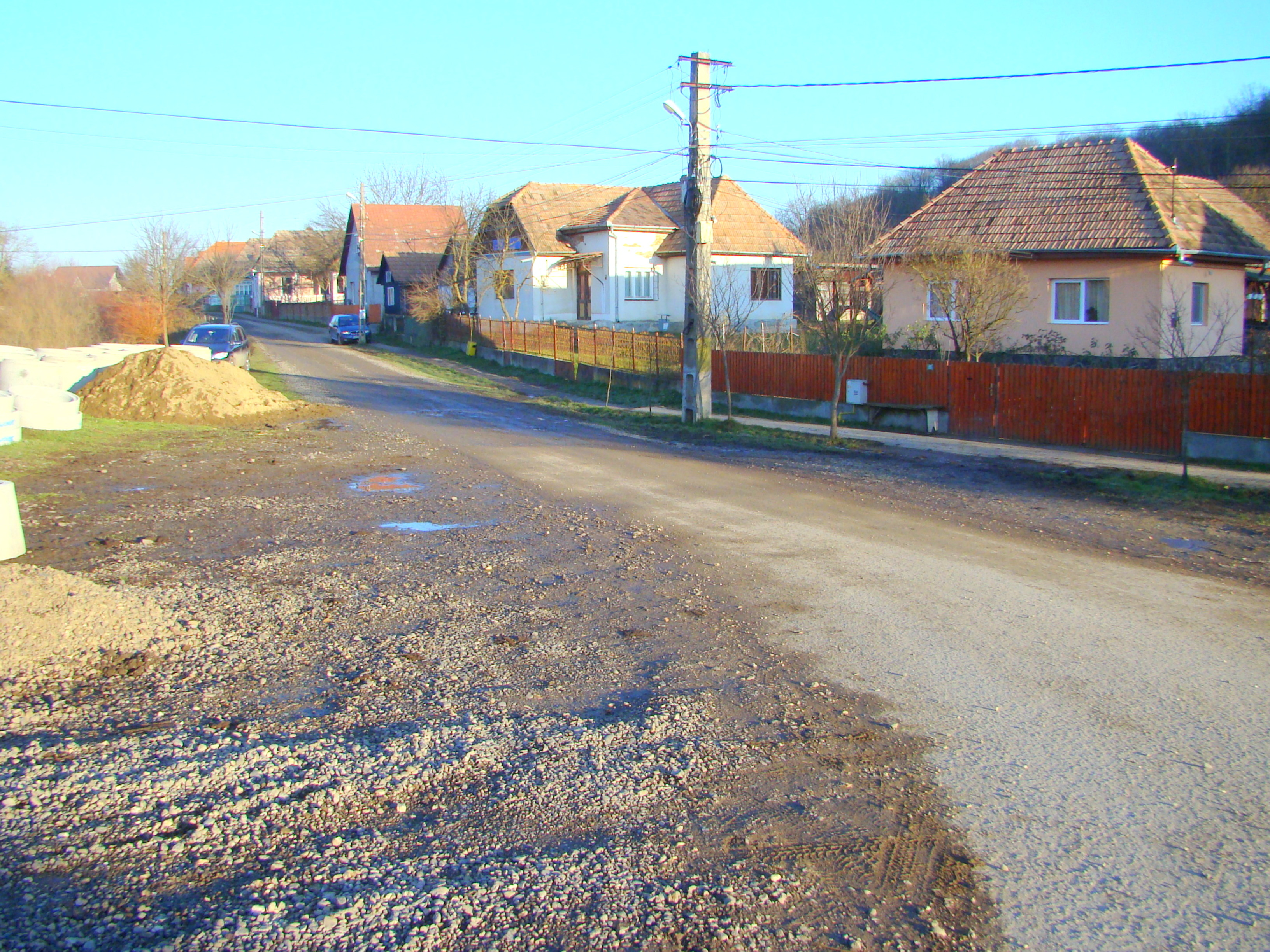
Cinta
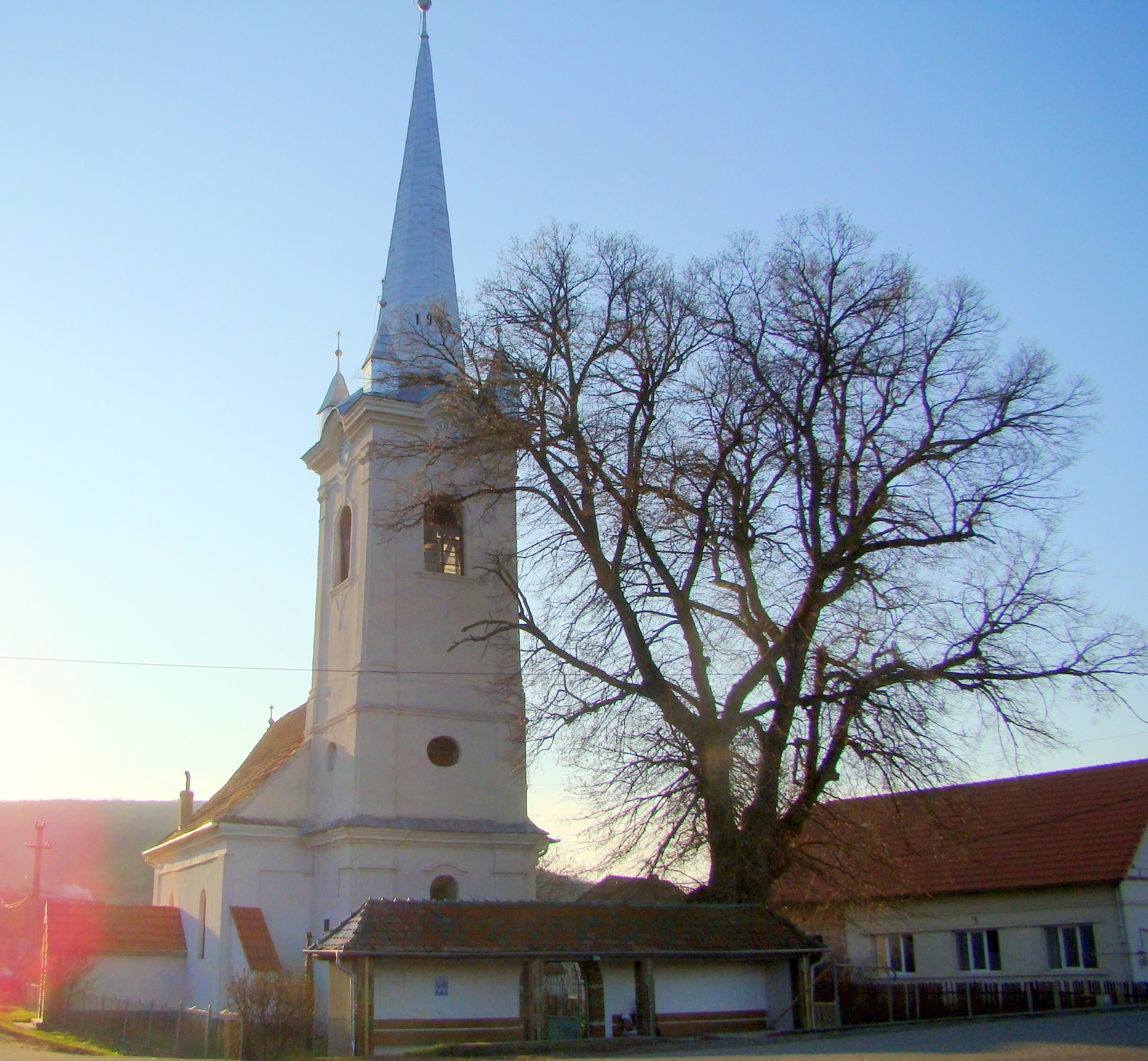
Biserica reformată din Cinta
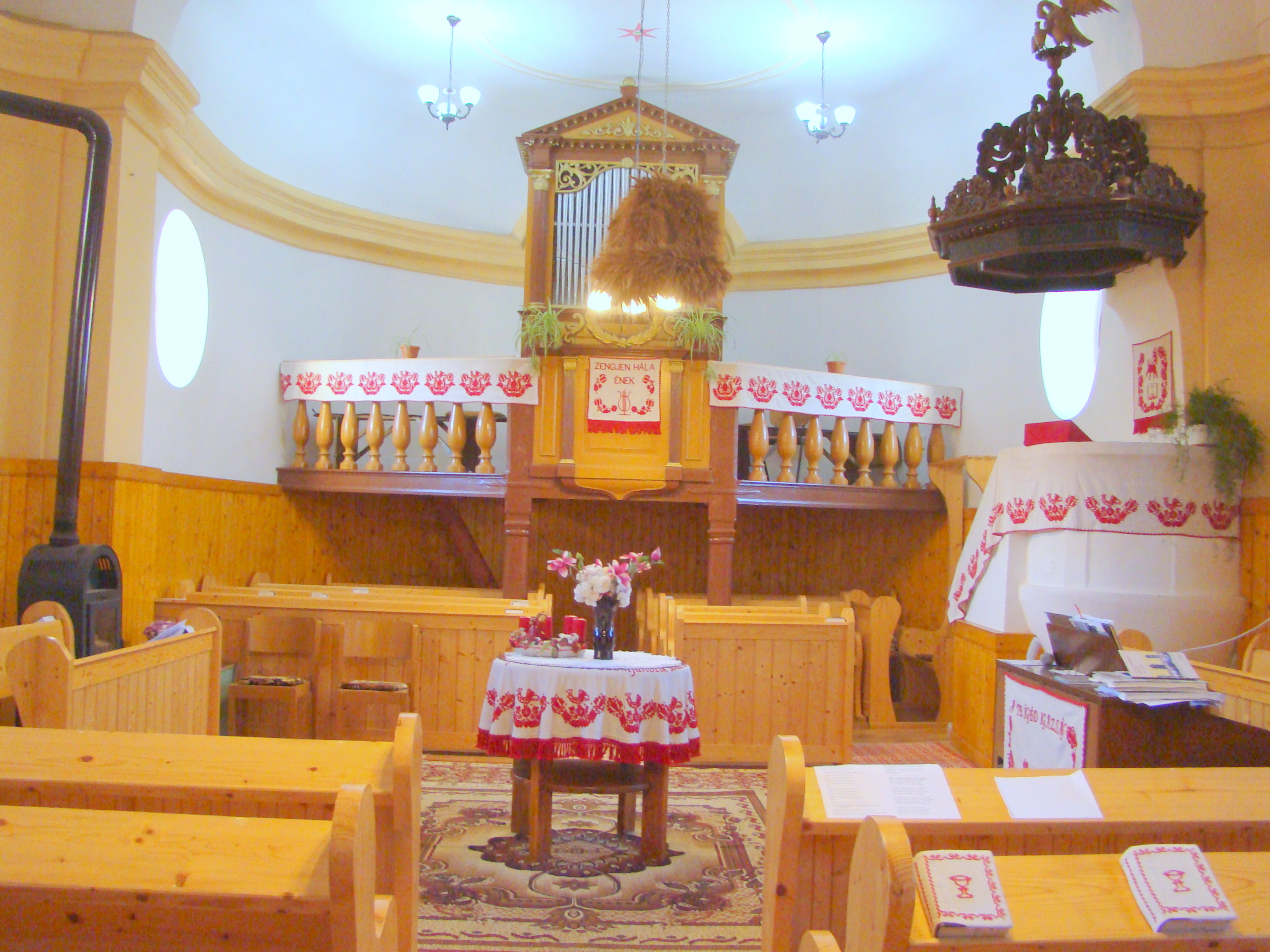
Biserica reformată din Cinta (interiorul)
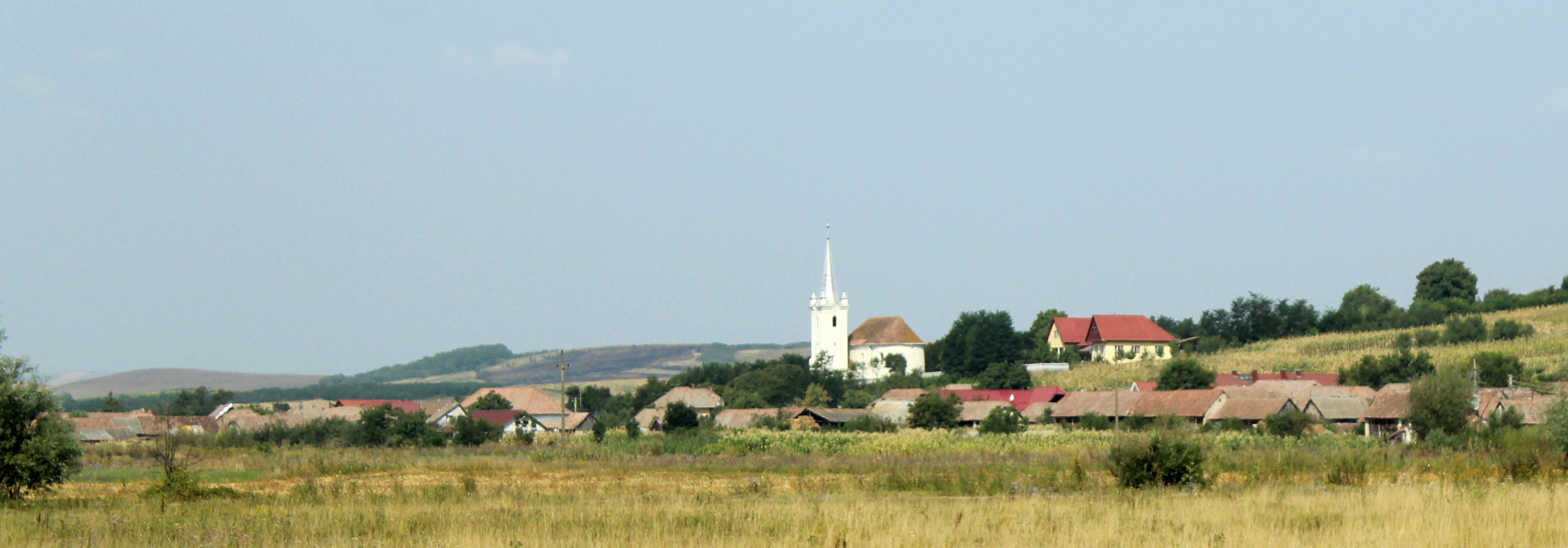
Nicolești
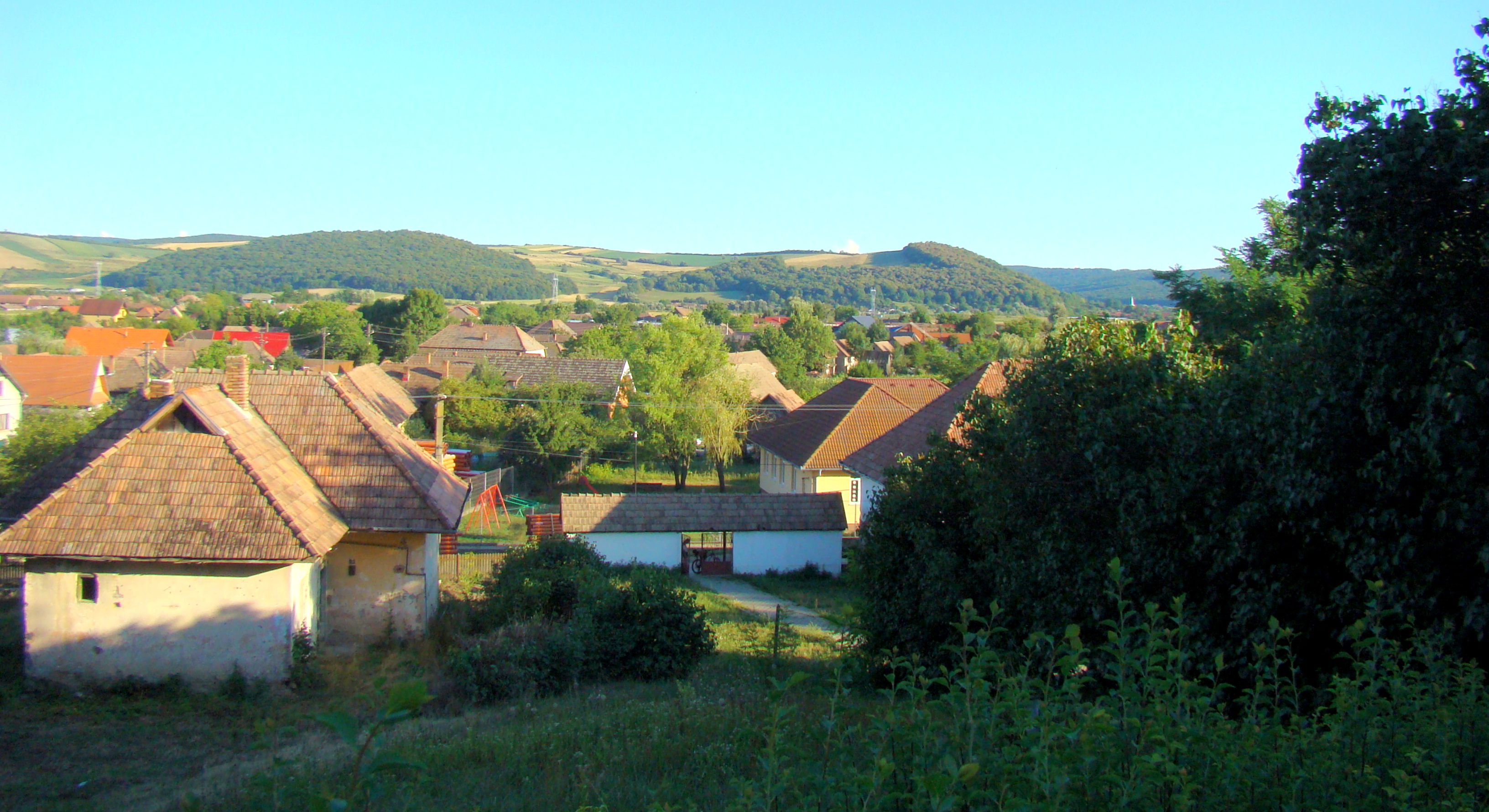
Nicolești
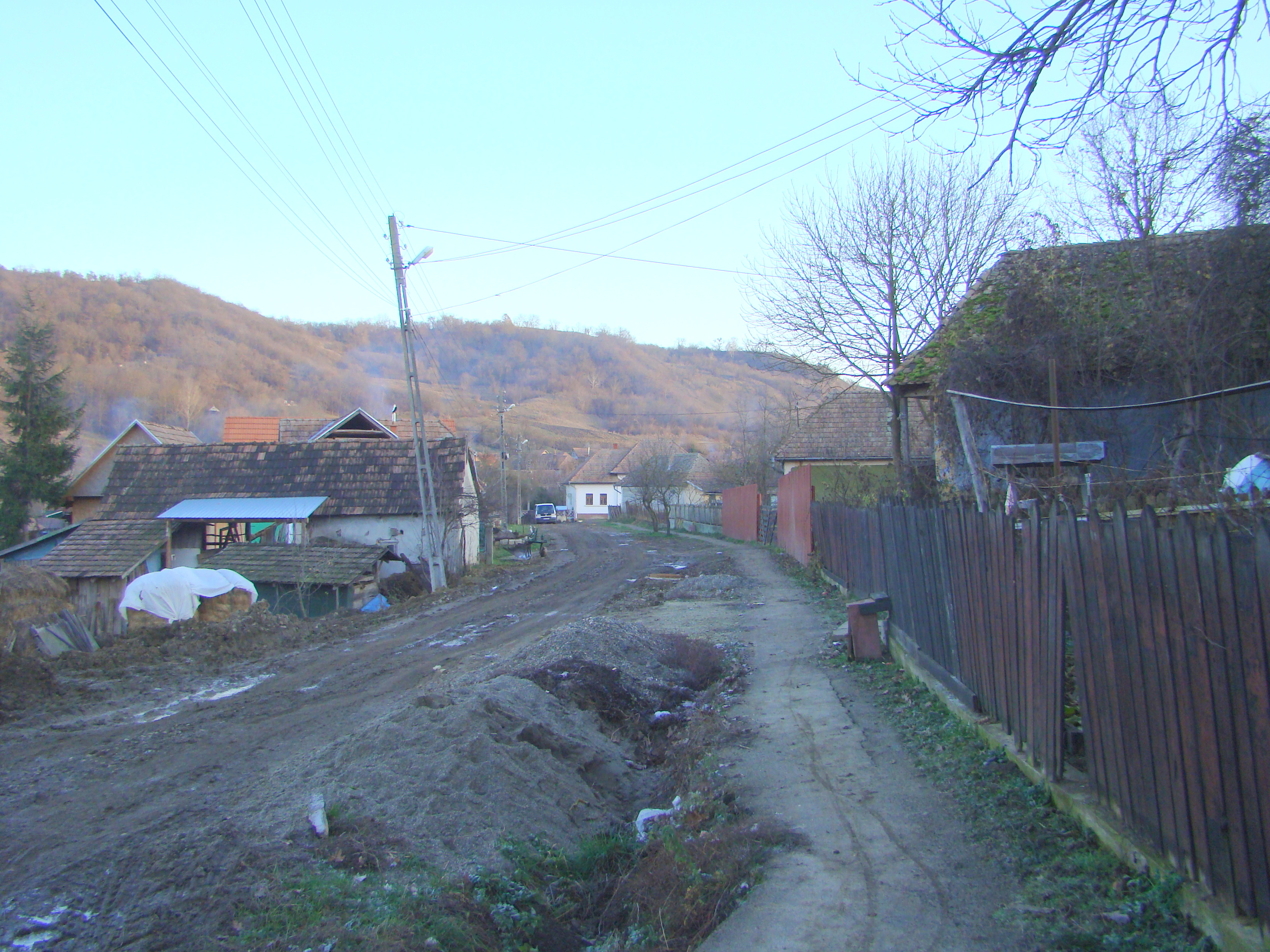
Tirimioara
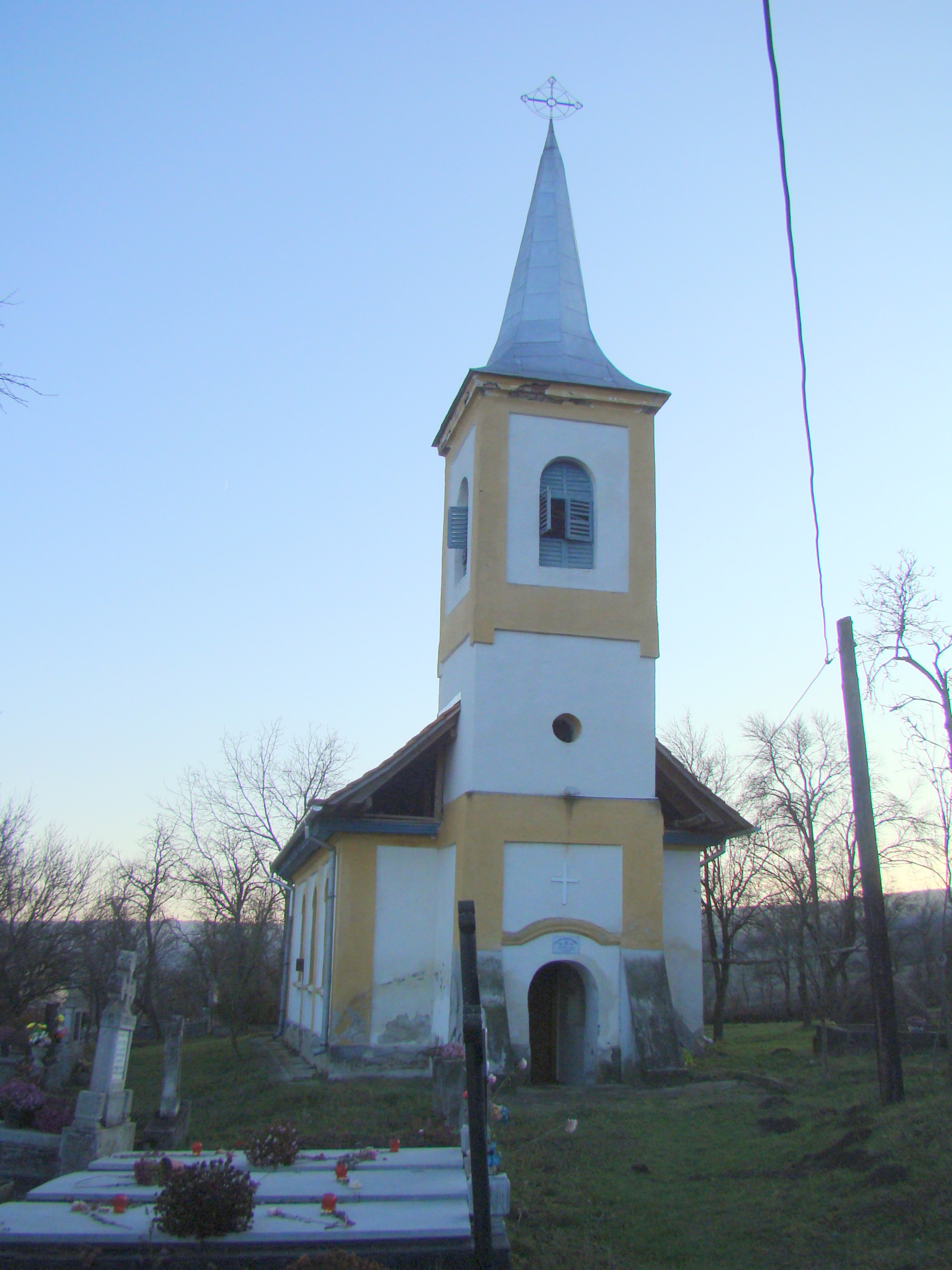
Biserica ortodoxă
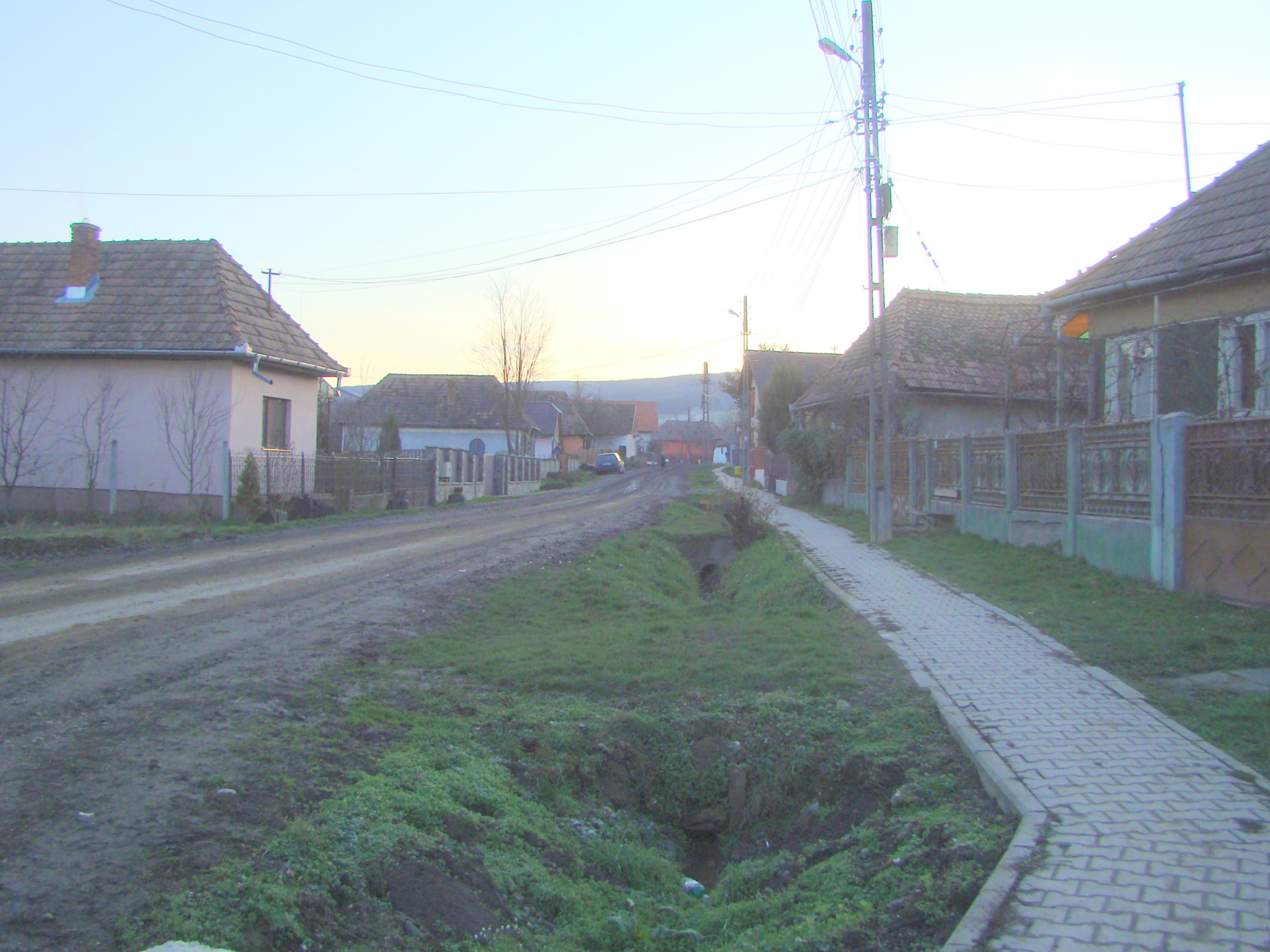
Tirimioara
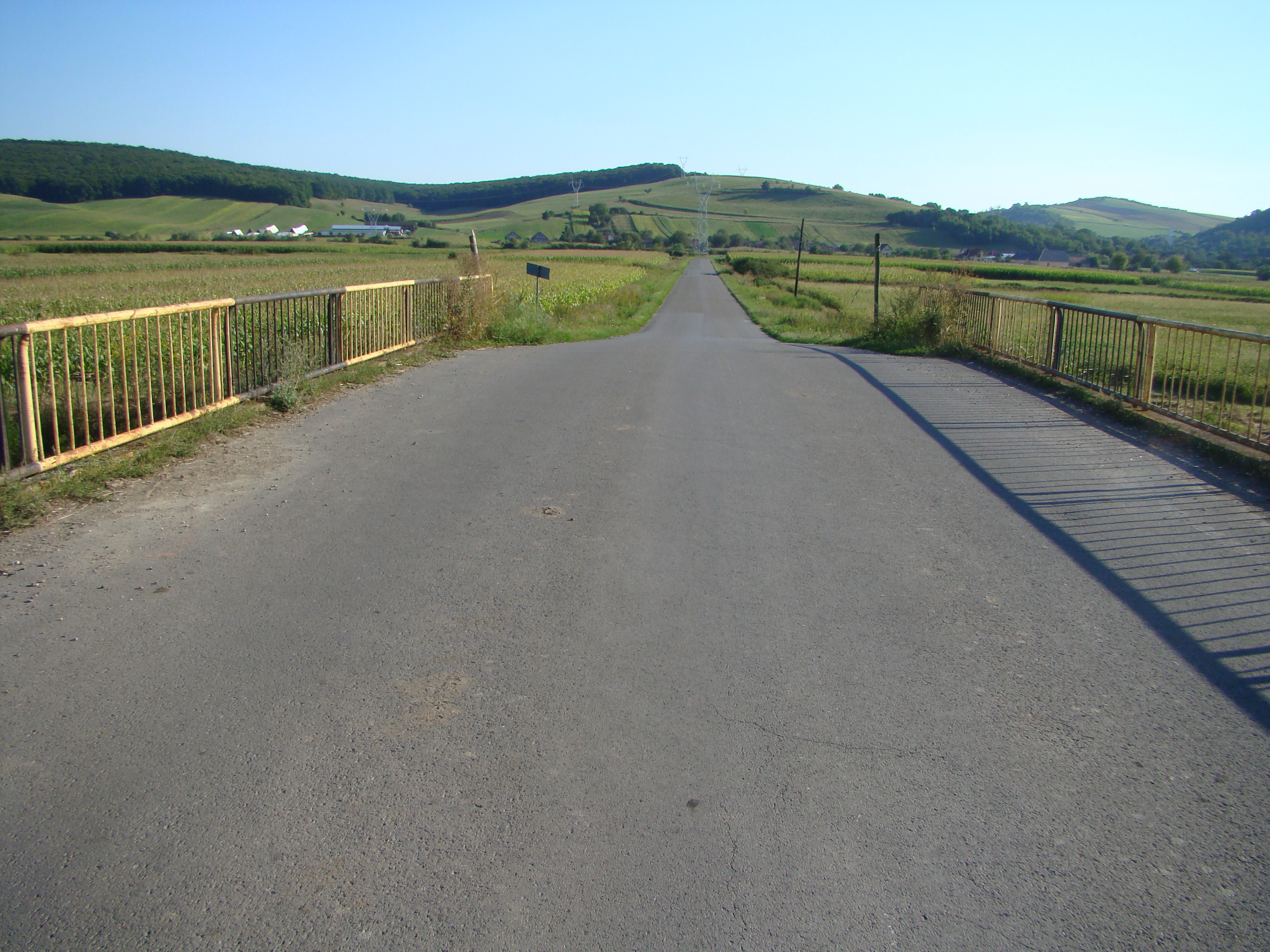
Drumul Crăciunești-Cornești
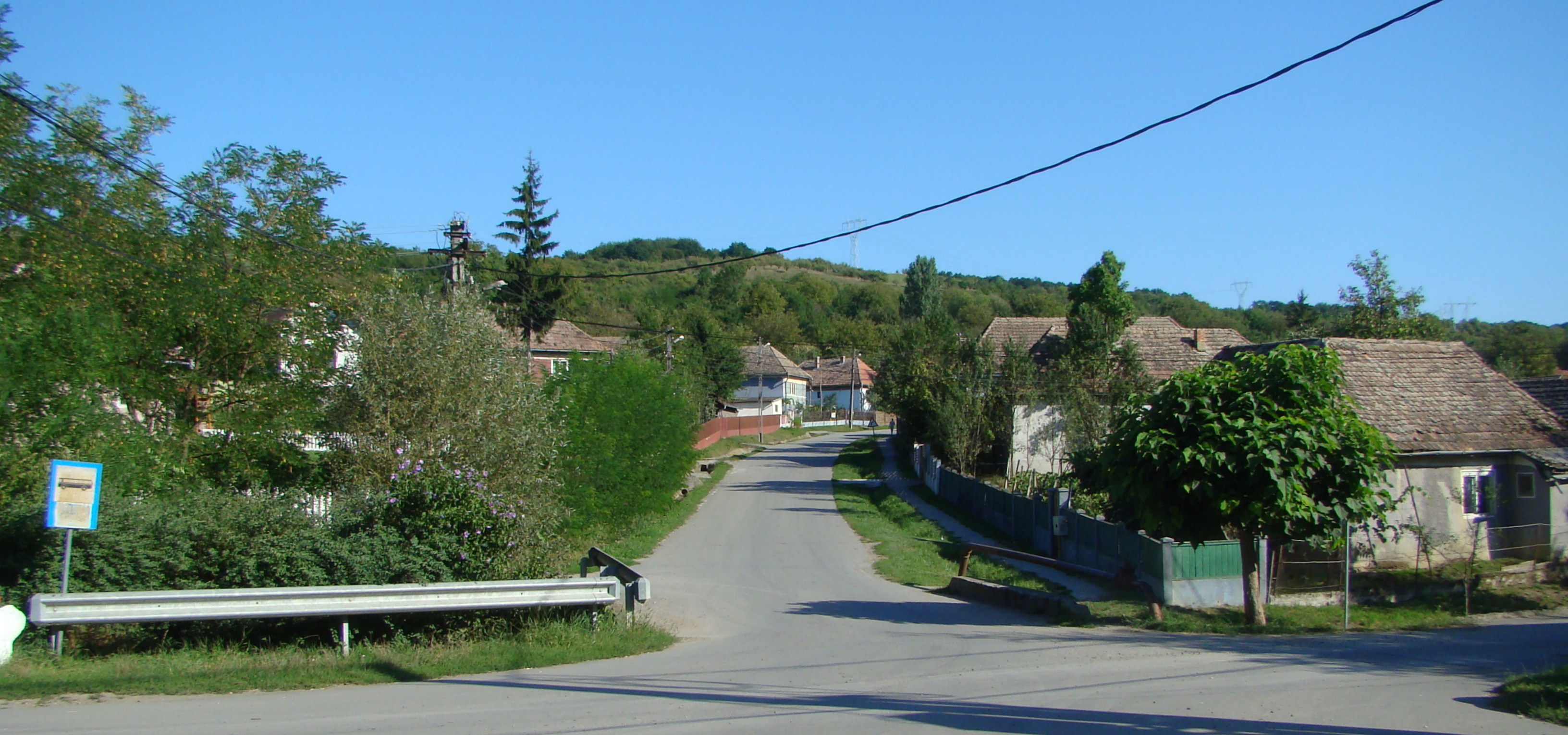
Satul Cornești
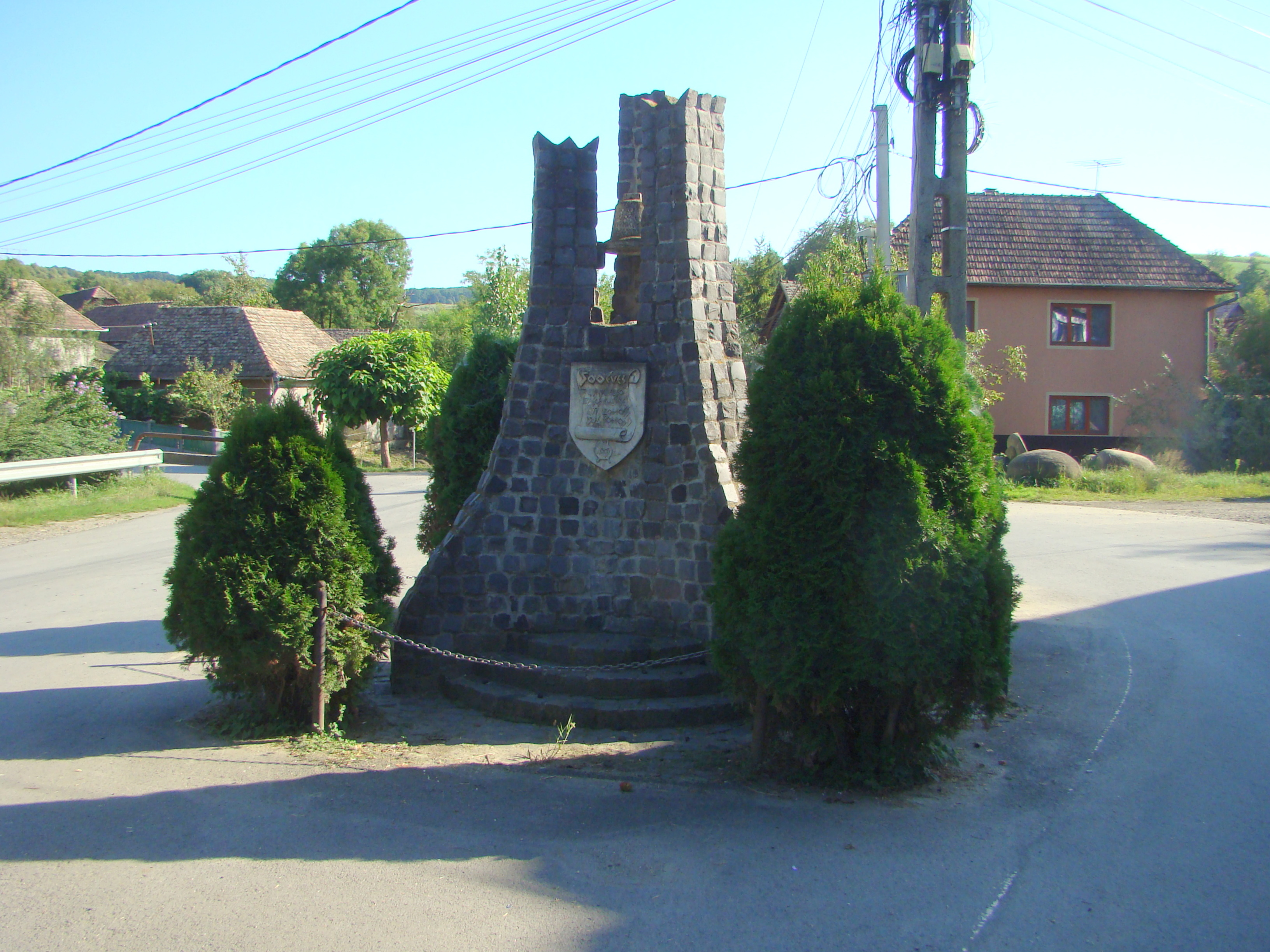
Monumentul din centrul satului
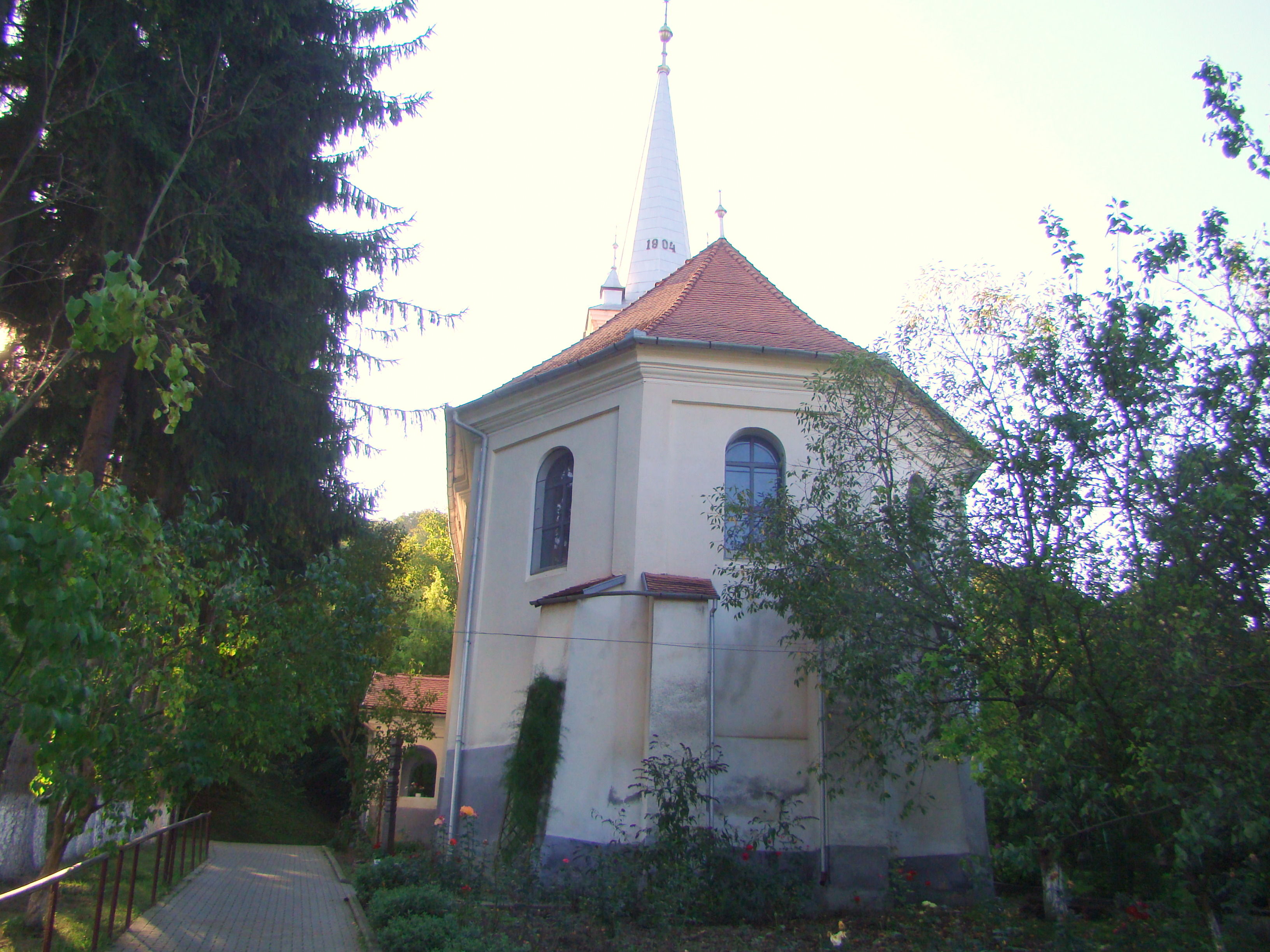
Biserica reformată din Cornești (1794)
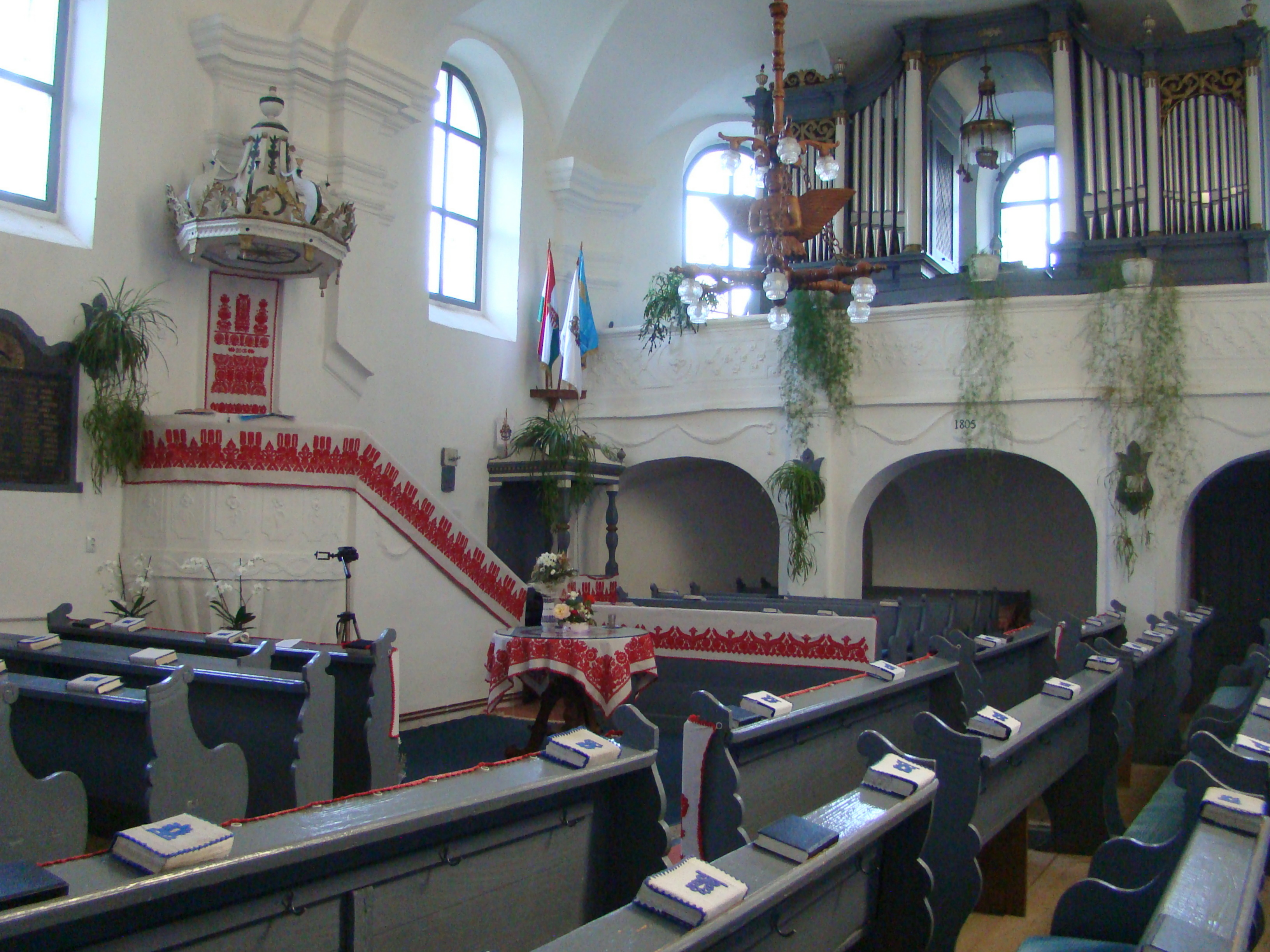
Interiorul bisericii reformate
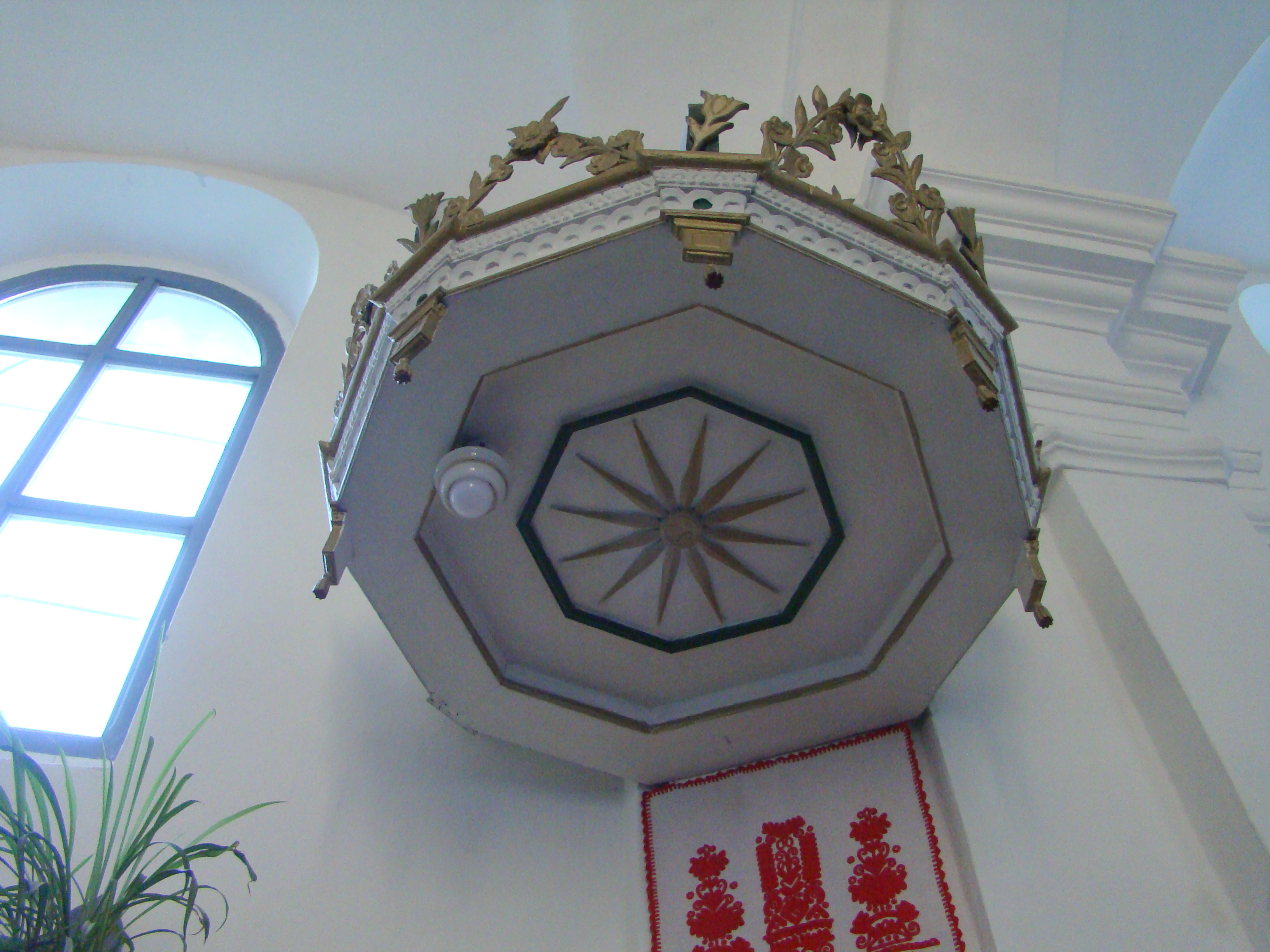
Coroana amvonului